# Asplenium pseudofalcatum
Asplenium pseudofalcatum là một loài dương xỉ trong họ Aspleniaceae. Loài này được Hillebr. mô tả khoa học đầu tiên.
Danh pháp khoa học của loài này chưa được làm sáng tỏ. 